# Sundsvalls västra station
Sundsvalls västra station, lokalt omnämnd Västra station, är den mindre av Sundsvalls två järnvägsstationer. Den ligger ca 500 meter väster om centrumområdet Stenstans västra kant. Efter att Statens Järnvägar bolagiserades ägdes och förvaltades byggnaden av Jernhusen AB. Sedan den 1 februari 2017 är Sundsvalls kommuns Industrifastighetsutveckling AB ägare av fastigheten.

## Stationshuset

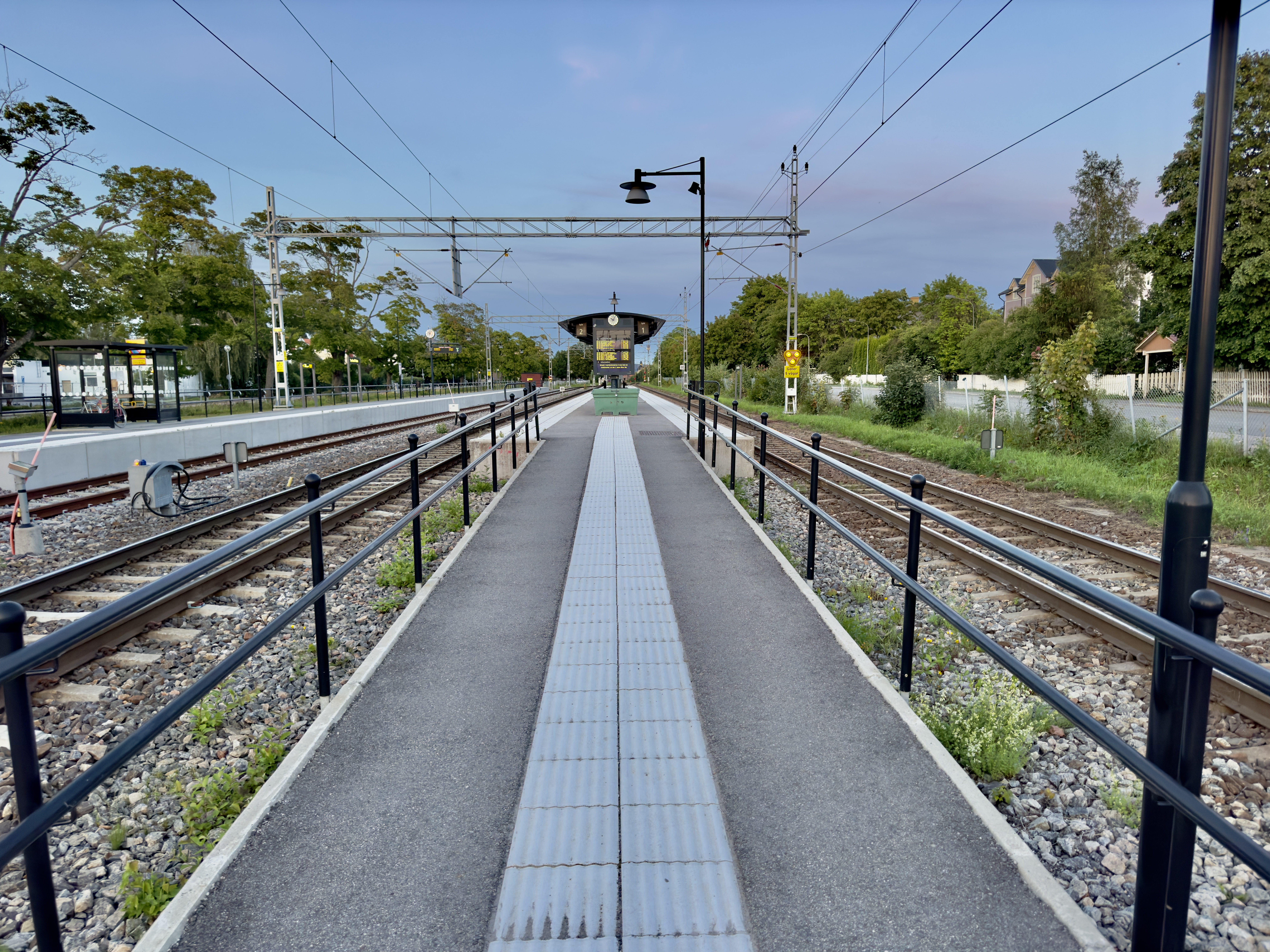
Perrongen på Sundsvalls västra station.

Stationshuset vid Västra station byggdes 1885, och var i drift fram till 1966. Det skulle då i tidens anda rivas, men stadsarkitekt Hans Schlyter satte stopp för de planerna, och byggnaden blev i stället klubblokal för idrottsklubben Järnvägens IK. På 1990-talet restaurerades byggnaden och inrymde ett tag en butik. Därefter stod huset oanvänt och hotades åter av rivning.
2019 renoverade den nya ägaren Sundsvalls kommuns Industrifastighetsutveckling AB fastigheten för att återställa den till brukbart skick.

## Linjer
Mittbanan och Ådalsbanan går gemensamt på spåren vid stationen.  Tabellen nedan innehåller de linjer som gör uppehåll på Sundsvalls västra station.
| Bana           | Linjesträckning                        | Operatör | Längd | Stationer |
| -------------- | -------------------------------------- | -------- | ----- | --------- |
| Ådalsbanan     | Sundsvall-Härnösand-Örnsköldsvik-Umeå  | Norrtåg  | 312   | 13        |
| (Ostkustbanan) | Sundsvall V-Hudiksvall-Söderhamn-Gävle | X-tåget  | 221   | 8         |
| Mittbanan      | Sundsvall-Östersund-Storlien           | Norrtåg  | 357   | 24        |

1. ↑  En del av X-tågets tåg på Ostkustbanan går till/från Sundsvall V

## Framtiden
2007 inledde Sundsvalls kommun ett arbete kring en ny översiktsplan gällande järnvägen genom Sundsvall, där bland annat ingick en ny placering av en västlig station, och en ersättning av den nuvarande Sundsvalls västra station med Station Mittuniversitetet, cirka 500 meter väster om den nuvarande. Planen är fortfarande aktuell, men detaljplanearbetet för närvarande vilande, varför en nedläggning av Sundsvalls västra station i dagsläget inte är nära förestående.